# Ulica Gabriela Piotra Boduena w Warszawie
Ulica Gabriela Piotra Boduena – ulica w dzielnicy Śródmieście w Warszawie.

## Historia
Ulica Boduena powstała w 1902, w związku z parcelacją terenów należących wcześniej do Szpitala Dzieciątka Jezus. Nazwa, nadana oficjalnie 1 stycznia 1903, upamiętnia jego założyciela, księdza Gabriela Boduena.
Pierwsza zabudowa ulicy pojawiła się już około 1905. Był to Dom Dochodowy Warszawskiego Towarzystwa Ubezpieczeń od Ognia, stojący pod numerem 3/5 u zbiegu z Jasną, wystawiony według projektu Władysława Marconiego. W zbliżonym czasie powstała też kamienica Lewenfisza, dom własny Centralnej Kasy Pożyczkowo-Oszczędnościowej „Zgoda”. Autorami projektu budynku byli architekci Leon Wolski i Zenon Binduchowski.
Jeszcze przed 1912 pod numerem 4 wybudowano jedyny zachowany do dziś historyczny obiekt przy ulicy: zaprojektowaną przez Leona Wolskiego kamienicę Maksymiliana Seidenbeuthla, będącą przykładem wczesnego modernizmu. Niegdyś wyróżniała się ona bogatymi zwieńczeniami bocznych ryzalitów, jednak po wojnie została odbudowana z pominięciem wystroju architektonicznego.
Pozostała historyczna zabudowa ulicy – gmach Banku Towarzystw Spółdzielczych zwany Domem pod Orłami oraz druga kamienica Maksymiliana Seidenbeuthla jest przypisana numeracji ulicy Jasnej.

## Ważniejsze obiekty
- Naczelny Sąd Administracyjny w Warszawie (nr 3/5)
- Siedziba Stowarzyszenia Miasto Jest Nasze (nr 4)